# Icemen 2018
Questa voce raccoglie le informazioni riguardanti l'Icemen nelle competizioni ufficiali della stagione 2018.

## Organigramma societario
Area direttiva
- Presidente: ?

Area tecnica
- Allenatore: ?

## Rosa
| N° | Nome             | Ruolo | Data di nascita  | Nazionalità sportiva |
| -- | ---------------- | ----- | ---------------- | -------------------- |
| 1  | Peter Jasaitis   | L     | 28 aprile 1991   | Stati Uniti          |
| 2  | Tim Falknor      | P     | 18 dicembre 1987 | Stati Uniti          |
| 5  | Joe Bortak       | C     | -                | Stati Uniti          |
| 6  | Piotr Dabrowski  | C     | -                | Stati Uniti          |
| 7  | Shaun Powell     | O     | 16 marzo 1982    | Canada               |
| 7  | Conor Eaton      | P     | 2 dicembre 1987  | Stati Uniti          |
| 8  | Lucas Yanez      | L     | -                | Stati Uniti          |
| 8  | Andrij Djačkov   | S     | 28 aprile 1985   | Ucraina              |
| 9  | Joseph Smalzer   | S/O   | 8 ottobre 1990   | Stati Uniti          |
| 9  | Daniel Starkey   | S     | 22 luglio 1993   | Stati Uniti          |
| 10 | David Evans      | S     | -                | Stati Uniti          |
| 12 | Cordt Withum     | C     | -                | Stati Uniti          |
| 14 | Jeremy Dejno     | S     | 6 febbraio 1992  | Stati Uniti          |
| 14 | Kyle Overby      | S     | 11 luglio 1992   | Stati Uniti          |
| 15 | Russell Corbelli | S     | -                | Stati Uniti          |
| 15 | Jamion Hartley   | O     | 19 maggio 1990   | Giamaica             |
| 16 | Robert Boldog    | P     | 1º agosto 1991   | Stati Uniti          |
| 16 | Scott Siwicki    | C     | 1º gennaio 1992  | Stati Uniti          |
| 17 | Matthew Callaway | C     | 6 aprile 1994    | Stati Uniti          |
| 19 | Howard Petty     | S     | 21 gennaio 1990  | Stati Uniti          |